# Natalia Mărășescu

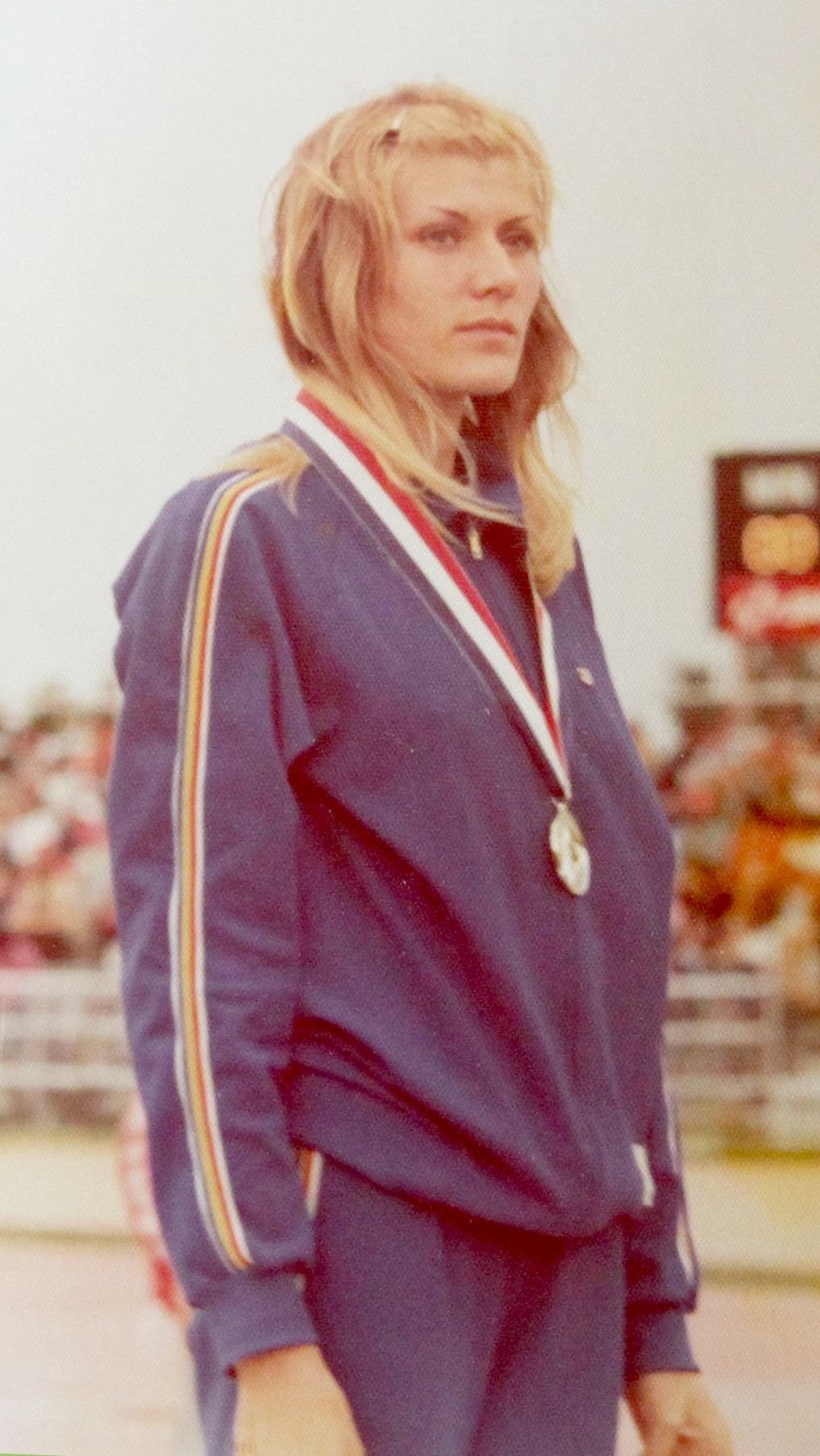
Natalia Mărășescu in den 1970er Jahren

Natalia Mărășescu (geb. Andrei, zeitweilig Betini; * 3. Oktober 1952 in Căpreni, Kreis Gorj) ist eine ehemalige rumänische Mittel- und Langstreckenläuferin.

## Leben
Bei den Europameisterschaften 1974 in Rom wurde sie Vierte über 3000 Meter. 1975 siegte sie bei den Halleneuropameisterschaften in Kattowitz über 1500 Meter und gewann bei der Universiade Gold über 3000 Meter und Silber über 1500 Meter. 1976 holte sie über dieselbe Distanz Silber bei den Halleneuropameisterschaften in München und erreichte bei den Olympischen Spielen in Montreal das Halbfinale. Im Jahr darauf wurde sie erneut Zweite bei der Universiade über 1500 Meter.
1978 errang sie jeweils Silber bei den Halleneuropameisterschaften in Mailand über 1500 Meter und bei den Crosslauf-Weltmeisterschaften in Glasgow, wo sie mit der rumänischen Mannschaft Gold gewann. Im Sommer folgten Silbermedaillen über 1500 und 3000 Meter bei den Europameisterschaften in Prag.
1979 siegte sie über 1500 Meter bei den Halleneuropameisterschaften in Wien und bei der Universiade. Kurz danach wurde sie bei den Balkanspielen positiv auf anabole Steroide getestet. Die resultierende Sperre wegen dieses Verstoßes gegen die Dopingbestimmungen wurde von 18 auf acht Monate reduziert, so dass sie bei den Olympischen Spielen 1980 in Moskau starten konnte. Dort wurde sie über 1500 Meter Neunte.
Fünfmal wurde sie rumänische Meisterin über 1500 Meter (1970, 1975, 1976, 1978, 1979), viermal über 3000 Meter (1975, 1976, 1978, 1979) und einmal im Crosslauf (1976). 1979 wurde sie sowjetische Meisterin über 1500 Meter. zweimal stellte sie einen Weltrekord im Meilenlauf auf.

## Persönliche Bestzeiten
- 1500 m: 3:58,2 min, 13. Juli 1979, Bukarest
  - Halle: 4:03,0 min, 11. Februar 1979, Budapest
- 1 Meile: 4:22,09 min, 27. Januar 1979, Auckland (ehemaliger Weltrekord)
- 2000 m: 5:39,0 min, 13. Januar 1979, Auckland
- 3000 m: 8:33,53 min, 29. August 1978, Prag
- 5000 m: 15.41,4 min, 15. März 1977, Oradea (ehemalige Weltbestzeit)
- 10.000 m: 32:43,2 min, 22. Januar 1978, Băile Felix (ehemalige Weltbestzeit)